# Distrikt San Carlos (Bongará)
Der Distrikt San Carlos liegt in der Provinz Bongará in der Region Amazonas in Nord-Peru. Der Distrikt wurde während den Anfangsjahren der Republik Peru gegründet. Er besitzt eine Fläche von 112 km². Beim Zensus 2017 wurden 509 Einwohner gezählt. Im Jahr 1993 lag die Einwohnerzahl bei 511, im Jahr 2007 bei 367. Verwaltungssitz ist die 1920 m hoch gelegene Ortschaft San Carlos mit 369 Einwohnern (Stand 2017). San Carlos liegt 4 km südöstlich der Stadt Pedro Ruiz Gallo.

## Geographische Lage
Der Distrikt San Carlos liegt in den nordperuanischen Anden im Süden der Provinz Bongará. Der Distrikt hat eine maximale Längsausdehnung in WNW-OSO-Richtung von 19,5 km sowie eine maximale Breite von etwa 10 km. Das Areal wird nach Westen zum Río Utcubamba hin entwässert.
Der Distrikt San Carlos grenzt im Süden an den Distrikt Valera, im Südwesten an den Distrikt Churuja, im Westen an die Distrikte Distrikt San Jerónimo (Provinz Luya) und Jazán, im Norden an den Distrikt Cuispes sowie im Osten an den Distrikt Jumbilla.

## Sehenswürdigkeiten
Im Süden des Distrikts befindet sich der Wasserfall Gocta mit einer freien Fallhöhe von 771 m.